# Skrzynki (powiat łęczycki)
Skrzynki – wieś w Polsce położona w województwie łódzkim, w powiecie łęczyckim, w gminie Daszyna.
Prywatna wieś szlachecka, która od początku XVI w. wchodziła w skład zwartego klucza majątkowego rodziny Szamowskich h. Prus I.
W latach 1975–1998 miejscowość należała administracyjnie do województwa płockiego.